# Space Frog
Space Frog war ein Musikprojekt im Bereich der elektronischen Tanzmusik.
Es bestand aus den Produzenten Cet Merlin und Robin Otis. Die Rap-Vocale stammen von James Walls, der auch als Grim Reaper bekannt ist. 
Bekannt wurde Space Frog vor allem durch den Track Follow Me, der 1997 erschien. Der Track erreichte die Top 10 in Deutschland.
2002 erschien eine Neuversion, die in den Media Control Top 100 Single Charts auftauchte. Der Track erreichte Platz 8 in den deutschen Dancecharts.

## Diskografie
Alben
- 1998: Welcome All Species

Singles
- 1993: Phases Part 1-3
- 1994: Lost In Space
- 1994: Hyperglide (Lost In Space Vol.2)
- 1995: Space Party
- 1997: X-Ray (Follow Me)
- 1997: I Feel Ur Pain (feat. The Grim Reaper)
- 1998: Lost In Space ’98
- 1998: Electro Volt
- 1998: Die Unendlichkeit
- 2001: Terminator
- 2002: Follow Me 2002
- 2020: Follow Me 2020 (DJ Aligator vs. Space Frog)

## Auszeichnungen für Musikverkäufe
| Silberne Schallplatte - Frankreich - 1997: für die Single X-Ray (Follow Me) |

| Land/RegionAuszeichnungen für Musikverkäufe (Land/Region, Auszeichnungen, Verkäufe, Quellen) | Silber  | Gold | Platin | Verkäufe | Quellen     |
| -------------------------------------------------------------------------------------------- | ------- | ---- | ------ | -------- | ----------- |
| Frankreich (SNEP)                                                                            | Silber1 | —    | —      | 125.000  | infodisc.fr |
| Insgesamt                                                                                    | Silber1 | —    | —      |          |             |